# Noi del Boscaccio
Noi del Boscaccio è la quarta raccolta di racconti (o romanzo a episodi) del giornalista e scrittore italiano Giovannino Guareschi pubblicata postuma da Rizzoli nell'ottobre del 1983.
Noi del Boscaccio è una raccolta di racconti, con disegni dello stesso Guareschi. Questo è il secondo volume della nuova serie di racconti di Guareschi intitolata Piccolo Mondo Borghese dove l'ambientazione pur allargandosi rispetto alla bassa padana segna quasi un ritorno alle origini con le storie del parroco di campagna don Camillo e il sindaco comunista e meccanico del paese Peppone alcune delle quali si ritrovano nel film con Terence Hill nei panni di Don Camillo, che si girava proprio in quell'anno.

## Trama
Il romanzo è composto da 20 racconti:
- Le storie del fiume; Il compagno Gesù: il sacro racconto rivisitato dai comunisti per una recita in piazza.
- Il vittorioso: quando il figlio piccolo va in guerra e non torna più occorre consolare il padre, anche raccontando una guerra del tutto diversa.
- Noi del Boscaccio: Gion voleva la macchina (trattore) sin da quando era piccolo e a nulla sono valse le botte del padre e dei fratelli.
- Giallo: il denaro fa fare cose terribili, anche uccidere
- Cronaca nera: i ladri tenevano d'occhio la casa della vecchia maestra e rubare tutto non è stato difficile: anche l'orologio
- Quel gatto bianco e nero: quando si compie una cattiva azione la coscienza può apparire nelle forme più impensate.
- Dente per dente: bisogna sempre pensarci prima di irritare un dentista perché non si sa mai
- Un pezzente: ci sono tante spese ma a volte arriva un colpo di fortuna e si vince il secondo premio. Potrebbe essere l'occasione per prendere un po' di soldi ma alla fine anche una piccola soddisfazione ha il suo tornaconto.
- Residuati di guerra: quando la tedesca arriva in paese e pretende che Peppone ritrovi la tomba di suo marito ritratto in quella foto, il sindaco non crede ai propri occhi.
- L'uomo senza testa: un racconto estratto dai diari del parroco del 1752 fa diventare tutti i superstiziosi (episodio raccontato nel film del 1983)
- Gerda: l'amore per la natura fa sopravvivere un noce americano durante e dopo la guerra
- Un pacchetto di "Nazionali": avere una testa calda può mettere nei guai, l'importante è avere un figliolo che ti ricordi l'affetto
- La padrona: non sempre l'orgoglio è una cosa brutta, a volte salva dalla vergogna
- L'esagerato: l'esagerato era un senza dio e senza ritegno che attaccava briga con tutti, ma se ci va di mezzo il figlioletto?
- Romanzo "diesel": i Tofini della Bergamina erano dei selvatici ma quel giorno il più giovane si trovò a trainare il baraccone del teatro e l'attrice era davvero una bella ragazza
- Il cocchino amnistiato e la madre svanita: figli duri e tutti uguali, tranne l'ultimo più sensibile e simile alla madre, una vera consolazione anche quando si mette nei guai
- Il cadavere vivente: il gioco è una brutta bestia e può far venire in testa le idee più terribili anche agli amici
- I cittadini: prima sfollati per la guerra ma quando si torna in città ci si dimentica dei contadini che hanno dato una mano, salvo poi trovarseli in casa senza preavviso. Ma non bisogna guardare dall'alto in basso.
- Aggiornamento: Don Camillo è stato convocato alla sede del Vescovo e gli viene comunicato l'arrivo di un aiuto in parrocchia
- Il fatto compiuto: l'idea del vecchio Magoni era che il figlio avesse tanti figli maschi per far andare avanti la terra senza salariati, quindi van bene anche le donne se lavorano così. Quando poi la madre quarantenne rimane di nuovo incinta circondata da quelle figlie in tuta la cosa si fa spinosa

## Racconti
| nº | Titolo                                    | Prima pubblicazione                                                     | Utilizzato nel film |
| -- | ----------------------------------------- | ----------------------------------------------------------------------- | ------------------- |
| 1  | Il compagno Gesù                          | Candido n. 52 del 26 dicembre 1948                                      |                     |
| 2  | Il vittorioso                             | Candido n. 25 del 18 giugno 1950                                        |                     |
| 3  | Noi del Boscaccio                         | Corriere della Sera, 16 ottobre 1942 Candido n. 36 del 3 settembre 1950 |                     |
| 4  | Giallo                                    | Candido n. 31 del 5 agosto 1951                                         |                     |
| 5  | Cronaca nera                              | Candido n. 35 del 19 agosto 1951                                        |                     |
| 6  | Quel gatto bianco e nero                  | Candido n. 37 del 16 settembre 1951                                     |                     |
| 7  | Dente per dente                           | Candido n. 44 del 4 novembre 1951                                       |                     |
| 8  | Residuati di guerra                       | Candido n. 14 del 6 aprile 1952                                         |                     |
| 9  | L'uomo senza testa                        | Candido n. 47 del 23 novembre 1952                                      |                     |
| 10 | Gerda                                     | Candido n. 36 del 6 settembre 1953                                      |                     |
| 11 | Un pacchetto di Nazionali                 | Candido n. 43 del 25 ottobre 1953                                       |                     |
| 12 | La padrona                                | Candido n. 45 dell'8 novembre 1953                                      |                     |
| 13 | L'Esageràto                               | Candido n. 49 del 6 dicembre 1953                                       |                     |
| 14 | Romanzo diesel                            | Candido n. 51 del 20 dicembre 1953                                      |                     |
| 15 | Il cocchino amnistiato e la madre svanita | Candido n. 52 del 27 dicembre 1953                                      |                     |
| 16 | Il cadavere vivente                       | Candido n. 6 del 7 febbraio 1954                                        |                     |
| 17 | I cittadini                               | Candido n. 8 del 21 febbraio 1954                                       |                     |
| 18 | Aggiornamento                             | Candido n. 9 del 28 febbraio 1954                                       |                     |
| 19 | Il fatto compiuto                         | Candido n. 12 del 21 marzo 1954                                         |                     |

### Il compagno Gesù
- Fonte: Fantasia
- Personaggi: Gisto, San Giuseppe, Maria, Gesù, i tre Re Magi, un'operaia, un operaio, una vedova di guerra, un giovane, un perseguitato politico, un intellettuale.

Rappresentazione profana del Natale, messa in piedi da un sindaco comunista intellettuale. Tutto funziona bene fin quando gli attori non decidono dove andare a mangiare.

### Il vittorioso
- Fonte: Invenzione dal vero.
- Personaggi: Il dottore, Togno del Boscaccio, Giorgino, gli altri undici figli di Togno, un reparto tedesco, le truppe alleate, i rossi.

Il vecchio Togno ha perso il figlio in guerra e il suo cuore ne ha risentito. Per non arrecargli ulteriori danni gli altri figli gli fanno credere che l'asse Italia-Germania sta vincendo la guerra.

### Noi del Boscaccio
- Fonte: Boscaccio
- Personaggi: Il protagonista (io narrante), il padre, la madre, il fratello Giòn, i fratelli Felice, Manuele, Diego, Rem, Clem, Davide, Giaco, Macco, Vasco, Chico, la ragazza con molta cipria.

Giòn, terzo di dodici fratelli, ha il chiodo fisso della trebbiatrice. Niente e nessuno può fargli cambiare idea. Quando va militare torna con una morosa, e suo padre per impedire un matrimonio male assortito gli compra la trebbiatrice.
- Ripubblicato sul Candido a una settimana dalla morte di Primo Augusto Guareschi, padre dell'autore.

### Giallo
- Fonte: Invenzione dal vero
- Personaggi: Il rossetto, Cirotti, Bresca, un mediatore, don Camillo.

L'agrario Bresca è stato ucciso per rapinarlo di una grossa somma appena incassata. Ma l'assegno che il misterioso e mai scoperto assassino non ha potuto prendersi si trova dopo due anni nelle mani di chi lo aveva firmato.

### Cronaca nera
- Fonte: Invenzione dal vero.
- Personaggi: Giorgino, il Grosso.

La vecchia maestra è andata in pensione e si è trasferita da una parente. Due giovanotti, ex allievi, entrano in casa sua per rubare le sue povere cose, tra le quali una sveglia donatale quale regalo per la quiescenza.
- L'autore riporta con nomi di fantasia un fatto veramente accaduto.

### Quel gatto bianco e nero
- Fonte: Invenzione dal vero.
- Personaggi: Giorgino del Crocilone, don Camillo, il gatto bianco e nero, Peppone, la vecchia Giannelli, il presidio tedesco, la moglie e il figlio di Giorgino.

Un piccolo delinquente uccide una donna anziana. Il gatto di quest'ultima tormenta l'assassino e lo manda verso la via dell'espiazione.

### Dente per dente
- Fonte: Fantasia.
- Personaggi: Peppone, il dottor Tarpi, il dottor Marcotti.

Peppone è uno di quegli uomini che non si piegano nemmeno a puntargli un mitra in faccia. Peppone non ha paura di niente e di nessuno. Tranne che del dentista.

### Residuati di guerra
- Fonte: Fantasia
- Personaggi: Il Tognino, Greta Kopfer, Peppone

Hans Kopfer non è tornato in Germania. Finita la guerra è diventato il Tognino di Cadelbosco. La moglie lo credeva morto ma arriva in paese a cercarlo. Un testamento scritto e firmato in fretta accontenterà tutti.

### L'uomo senza testa
- Fonte: Fantasia
- Personaggi: Don Camillo, la vecchia Cabini, Giacomone, la voce del Cristo, Peppone, lo Smilzo, il Brusco, il Bigio, il fantasma, la gente del Borgo

Dall'archivio parrocchiale ritrovato don Camillo scopre la storia di uno sconosciuto senza testa, sepolto sotto una pietra nera del cimitero. Il racconto provoca paura nel borgo, dove tutti vedono il suo fantasma.

### Gerda
- Fonte: Invenzione dal vero
- Personaggi: Antonio Rolli, gli occupanti tedeschi, il sottufficiale tedesco Franz, il figlio di Rolli, il cameriere, Gerda.

Nel giardino del Rolli c'è uno splendido noce americano secolare che un sottufficiale tedesco vuol far tagliare. Resosi conto del danno cambia idea, e prima del ritiro delle truppe incide il suo nome sulla corteccia. Molti anni dopo ci torna con la moglie Gerda.

### Un pacchetto di Nazionali
- Fonte: Fantasia
- Personaggi: Gigi Prati e suo figlio, il maresciallo, la Desolina del Cantone, don Camillo, il direttore delle carceri.

Gigi Prati ferisce per legittima difesa un vicino, ma viene arrestato e condannato. Suo figlio lo scopre e va fino alla prigione, dove gli porta un pacchetto di Nazionali. Quando esce di prigione lo apre, e nel fumo della prima sigaretta abbandona i propositi di vendetta.

### La padrona
- Fonte: Giulietta e Carlo Ronchi e i suoi figli, la cameriera Gilda, il mediatore Cagnini.
- Personaggi:

I Ronchi sono andati incontro a un disastro finanziario, hanno perso quasi tutto ma non la dignità. Quando un debitore reclama il dovuto la signora Giulietta sorprende tutti, perché ha messo da parte la somma necessaria, e avrebbe preferito morire di fame piuttosto che dimostrarsi insolvente.

### L'Esageràto
- Fonte: Fantasia
- Personaggi: L'Esageràto, sua moglie Celestina, suo figlio Cino, don Camillo, il cane del signor Bossini.

Il piccolo Cino viene perseguitato ed impaurito da un cane, che riconosce nel bambino il figlio dell'assassino del suo padrone.

### Romanzo diesel
- Fonte: Boscaccio
- Personaggi: La compagnia dei teatranti, Romeo Tofini e la sua famiglia, Ester Galbugera.

Una scalcinata compagnia di attori capita in paese. La prima donna fa perdere la testa al figlio più piccolo del vecchio Tofini, che per lei abbandona la famiglia.

### Il cocchino amnistiato e la madre svanita
- Fonte: Favola per Natale.
- Personaggi: Ros' e il marito Davide Marocci, il loro figlio Rino e gli altri figli, la vecchia Ismene.

Rino è pronto a tutto pur di salvare sua madre dalle ire del marito-padrone, perfino ad andare in prigione. La famiglia lo ripudia, e quando esce Rino e la madre se ne vanno.

### Il cadavere vivente
- Fonte: Fantasia
- Personaggi: Gianni Rosi, un'impiegata del grossista e il grossista, la bigliettaia del cinema, Oscar Biocci, don Camillo.

Oscar e Gianni sono andati in città a riscuotere grosse somme per conto dei loro padri. La sera, giocando a carte, si pelano a vicenda, anche se poi tutto finisce alla pari. Nei momenti critici ognuno ha pensato di uccidere l'altro.

### I cittadini
- Fonte: Invenzione dal vero
- Personaggi: Marcella, sua madre e suo padre avvocato, Anselmo Bognatti.

L'avvocato e sua moglie, ex sfollati, ora benestanti, provano disprezzo per chi li aveva ospitati in tempo di guerra. Marcella li ricorda con affetto e ora che sta per sposarsi vuole mandar loro la bomboniera.

### Aggiornamento
- Fonte: Invenzione dal vero.
- Personaggi: Il segretario del Vescovo, don Camillo, don Gildo, Filotti, alcuni politici della DC, dei monarchici e del MSI.

Dal vescovado inviano al borgo un pretino progressista quale assistente di don Camillo, che però non gradisce la presenza di don Gildo. Vorrebbe rivolgersi al Vescovo, che però è malato.

### Il fatto compiuto
- Fonte: Favola.
- Personaggi: Anteo Magoni, Gisa moglie di Anteo, la Ginona prima figlia e le altre figlie di Gisa e Anteo, il "fatto compiuto"

Gisa e Anteo hanno cinque figlie cresciute come uomini. Energiche, dure di carattere, più uomini del padre e meno donne della madre, accolgono con virile atteggiamento da zie la tarda nascita di un fratellino.

## Edizioni
- Giovannino Guareschi, Noi del Boscaccio. Piccolo mondo borghese, Rizzoli, Milano, I ed. marzo 1983, pp. 191.
- id., Il decimo clandestino. Noi del Boscaccio. Piccolo mondo borghese, Collana SuperBur narrativa, BUR, Milano, 1998.